# Massimo Consoli

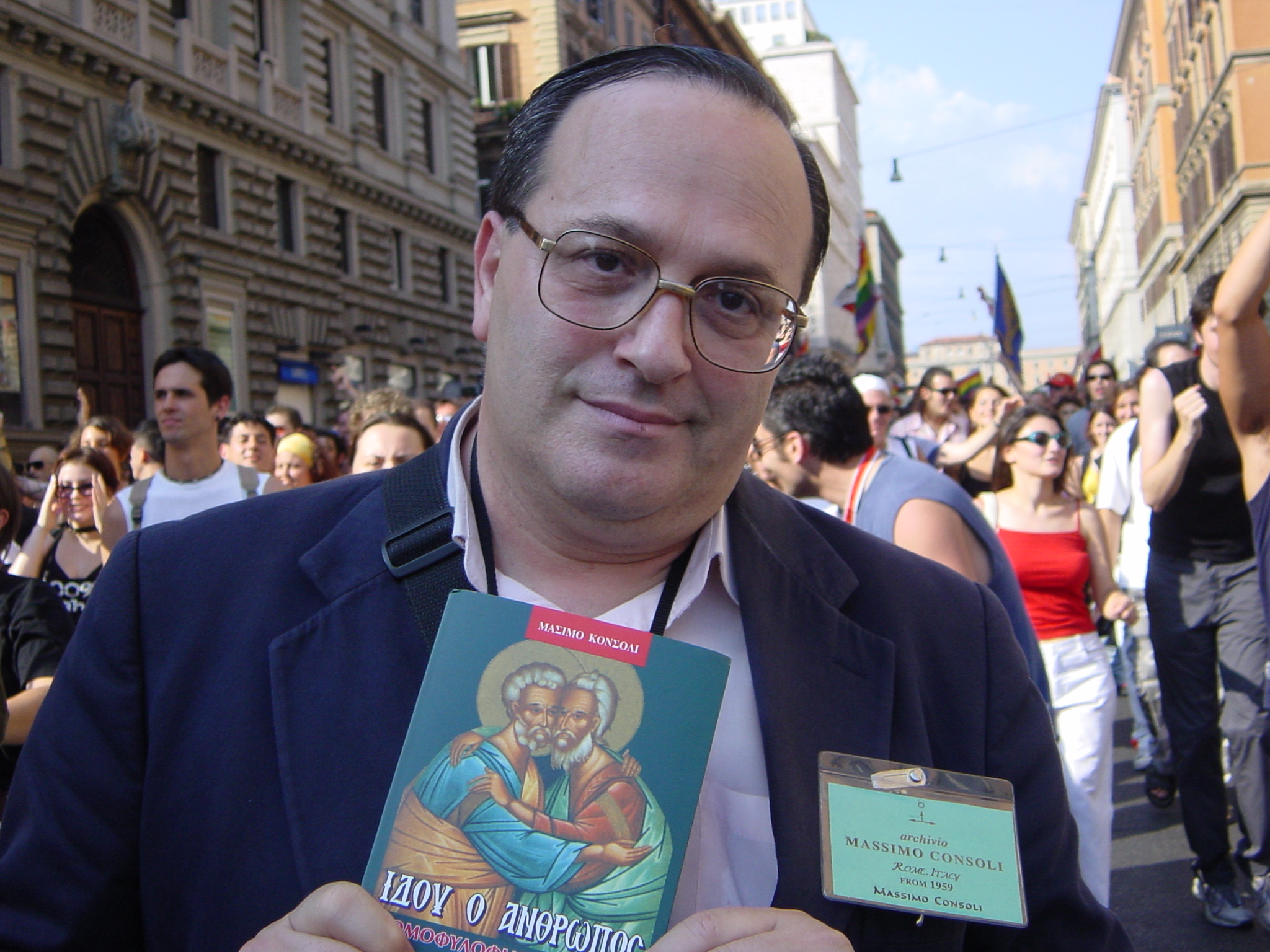
Massimo Consoli 2002.

Massimo Consoli (* 12. Dezember 1945; † 4. November 2007 in Rom) war ein italienischer Autor, Historiker und LGBT-Aktivist. Consoli gilt als „the father of the Italian gay movement“ (zu Deutsch etwa: Vater der italienischen Schwulenbewegung).
Der Anarchist und Historiker Consoli schrieb mehr als 30 Bücher, unter anderem über Karl Heinrich Ulrichs und Kurt Hiller. Consoli war ein enger Freund des US-amerikanischen Autors Vito Russo und des italienischen LGBT-Aktivisten Mario Mieli. 1998 erwarb das italienische Staatsarchiv des Kulturministeriums sein umfangreiches Archiv der italienischen LGBT-Geschichte.
Im November 2007 verstarb Consoli in Italien.

## Schriften

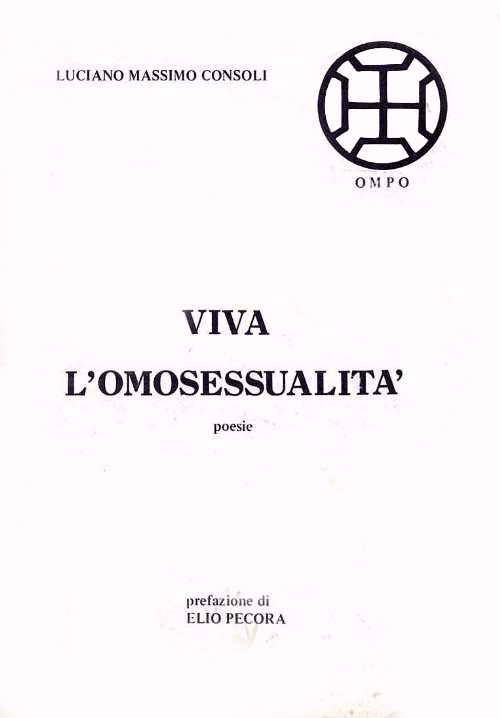
Cover von Viva la homosexualidad (1975).

Consoli war nicht nur als Autor, sondern auch als Übersetzer tätig, nachfolgend eine Auswahl seiner Schriften:
- L'Attivista militante Kurt Hiller, 2007
- Omosessualitá e Vampirismo, 2007
- Diario di un Mostro, 2006
- Manifesto Gay, 2006
- Anarchico d'Amore, 2006 (Übersetzung und Vorwort der italienischen Ausgabe, Autor: Hubert Kennedy)
- Ulrichs, 2005
- Gay Day, 2005
- Altri Amori, 2004
- Storia di Franco, 2004
- L'Amore Omosessuale, 2004 (Übersetzung, Autor: Edward Westermarck)
- Andata & Ritorno, 2003
- Gladius Firens, 2002 (Übersetzung, Autor: Karl Heinrich Ulrichs)
- Independence Gay. Alle origini del Gay Pride, 2000
- Bandiera Gay. Il Movimento Gay Italiano attraverso l'Archivio Massimo Consoli, 1999
- Alla Scoperta dell'Amore, 1999 (Übersetzung, Autor: John Boswell)
- Il Prostituto, 1999
- Ecce Homo - L'omosessualità nella Bibbia, 1998
- In Difesa Dell'Omosessualita'di Oscar Wilde, 1993 (Übersetzung, Autoren: Eduard Bernstein und W. Herzen)
- George Platt Lynes, 1993
- Killer Aids, 1993
- Stonewall - Quando la Rivoluzione è Gay, 1990
- Ali- tragedia degli incontri, 1988
- Eros in India, 1993 (Übersetzung, Autor: Alain Daniélou)
- Homocaust. Il nazismo e la persecuzione degli omosessuali, 1984
- Il Comune di Roma e gli Omosessuali, 1979
- Solo i froci vanno in Paradiso, 1977 (1993 als Solo i gay vanno in paradiso neuaufgelegt)
- Viva L'Omosessualita, 1975
- 16-22, 1971
- Appunti per una Rivoluzione Morale, 1971